# Misijon
Misijon je organizacijska enota verske skupnosti za širjenje religije v deželah, ki te religije še ne poznajo. Pogosto se beseda uporablja v množinski obliki misijoni in se normalno nanaša na delovanje katoliške cerkve v prekomorskih deželah. Dejansko se pa skoraj vsa svetovno znana verstva poslužujejo misijonarjev za širjenje svoje ideologije.
Beseda izhaja iz latinskega missio, ki pomeni poslanstvo ali nalogo, kar upravičuje vnemo in požrtvovalnost misijonarjev, saj se čutijo izvoljeni vršilci dolžnosti.

## Krščanski misijoni
Želja po širjenju svojih ideologij je v resnici nastala s pojavom verstva sploh, se pravi v prvih časih civilizacije, medtem ko je pojem dolžnosti pripisati sestavljalcem Svetega pisma. Že v Prvi Mojzesovi knjigi (Genezi) »bodo preko Abrahama blagoslovljeni vsi narodi« (12:1-3), na koncu Evangelija po Mateju pa je jasneje povedano: »Pojdite in učite vse narode.« (28:18-20). Krščansko misijonsko delovanje imenujemo evangelizacija.
Zgodovina krščanstva se navadno deli na štiri obdobja, ki približno sovpadajo z zgodovinskimi veki. Stari vek krščanstva (od prvega do petega stoletja) gre od Kristusovega rojstva do prvih ekumenskih koncilov. Srednji vek (od petega do petnajstega stoletja) se zaključi z zahodnim razkolom 1378-1417. Novi vek (do 18. stoletja) traja do francoske revolucije, ko tudi za krščanstvo nastopi moderna doba. 
Zgodovina krščanskih misijonov se deli nekoliko drugače, ker se upoštevajo mejniki, ki so globoko vplivali na nadaljnji potek evropskih in sploh zahodnih verstev. Glavna obdobja naj bi bila: antika do leta 1054 (odcep pravoslavne cerkve), dvojna doktrina do leta 1530 (prvi odcep protestantskih cerkva), trojna doktrina do leta 1770 (začetek ateizma) in razdrobljena verstva vse do danes. 
S splošnim izrazom krščanski misijoni se torej v glavnem označujejo misijoni antike, medtem ko so bili v dobi dvojne doktrine bolj specifično katoliški in pravoslavni, v dobi trojne doktrine pa poleg teh še protestantski. Zadnja, današnja doba pozna še misijonarje najrazličnejših verovanj, ki so se v modernih časih razvila v zahodnem svetu. 

### Misijoni v antiki
Krščansko misijonsko delovanje do leta 1054 pomeni v glavnem širjenje krščanstva po Evropi in Afriki. Prvi krščanski misijoni so bili namenjeni Hebrejcem in so pridobili za novo vero Srednji vzhod, severno Afriko, Apeninski in Iberski polotok, po apostolskem koncilu leta 49 pa so se obrnili tudi do nehebrejskih vernikov oziroma poganov. Pravi razmah je krščanska vera doživela v Rimskem cesarstvu, čeprav je bila večkrat preganjana: ob izteku prvega stoletja n. št. so bile pokristjanjene še Makedonija, Grčija, Dalmacija in Galija. V četrtem stoletju je bila krščanska že večina Evrope , misijone v Afriki pa je v sedmem stoletju zaustavilo prodiranje Arabcev: za več stoletij so se misijonarji omejili le na vzdrževanje stikov z verniki severnih obal, današnjega Sudana in Etiopije.
Pravoslavje je dejansko zaključilo misijonsko delovanje s spreobrnitvijo slovanskih narodov, kar je v glavnem pripisati prepričanju, da je naloga »Pojdite in učite vse narode.« izpolnjena, ko pogani spoznajo Kristusov nauk. Ko postanejo kristjani, lahko potem verniki uvajajo način bogoslužja, ki jim bolje ustreza. Iz tega sledi osnovna težnja pravoslavja, da se širi v glavnem med pripadniki iste etnije, medtem ko so verniki sosednih narodnosti priključeni k drugi, avtonomni, pravoslavni enoti, kar je bil tudi povod za nastanek različnih avtokefalnih cerkva. Niti ni predvideno načrtno pokristjanjevanje poganov izven originalnega območja krščanstva.

### Katoliški misijoni
Prvi katoliški misijonarji so bili frančiškani in dominikanci, ki so v 13. in 14. stoletju odhajali spreobračat Mongole (Willem van Ruysbroeck, Giovanni da Pian del Carpine), a nastop islamskega osvajalca Timur Lenka je izničil njihove pridobitve. Tudi na Kitajskem so bili prvi misijoni (Odorico da Pordenone proti koncu 13. stoletja) odpravljeni z nastopom dinastije Ming (1368). Bolje so se obnesli misijoni minoritov v Sveti deželi.
Po odkritju Amerike so se nudile krščanstvu nove prilike za pridobivanje vernikov. Spreobrnenje ameriških domačinov v krščansko vero je postalo poslanstvo, missio, zato sta se takrat uveljavili besedi misijon in misijonar za apostolsko delovanje. Izraz je uvedel Ignacij Lojolski pri sestavljanju pravil jezuitskega reda, ki je bil prvi in najuspešnejši misijonski red. Deloval je po vsem kolonialnem svetu, tako v Amerikah kot v Aziji in Afriki, in se uveljavil tudi kot vplivni svetovalec evropskih vladarjev. Prav razširjenost in vplivnost reda pa sta vzbudila nasprotovanje, ki je leta 1773 privedlo do njegove ukinitve . O vzrokih misijonskih uspehov in o zgodovinskem pomenu pokristjanjevanja ameriških celin se še danes veliko razpravlja . Splošno mnenje je, da so bili jezuiti uspešni, ker niso vsiljevali krščanskih obredov in navad, temveč so skušali celo dogme uskladiti z verovanji domačinov; poleg tega je bila odločilnega pomena znatna blaginja, ki so jo nudili spreobrnjencem z uvedbo določene tehnologije. 
Spričo novih razmer je katoliška Cerkev podelila Španiji in Portugalski poseben beneficij, patronat (patronato oziroma padroado), ki je v bistvu pomenil, da pripadajo vsi misijoni Cerkvi, ki pa pooblašča državo, da jih upravlja in izkorišča.  To je sicer povečalo število misijonov po svetu, tudi v Afriki in Aziji, vendar je že leta 1622 papež Gregor XV. izdal bulo Inscrutabili, s katero je odločil popolno neodvisnost misijonarjev od vsake politične oblasti. Ustanovil je kongregacijo De Propaganda Fide, danes Kongregacija za evangelizacijo narodov, ki je najvišja avtoriteta misijonov. Smernice organizacije so bile izredno moderne za svojo dobo, saj so med drugim izrecno določile, da so misijoni ekskluzivno verska organizacija in morajo zato skrbeti izključno za verska vprašanja; to po eni strani prepoveduje misijonarjem vsakršno politično delovanje, po drugi pa zahteva njihovo popolno neodvisnost od civilnih oblasti. Pomembno je bilo priporočilo, naj se v misijonih širi le religija in ne evropska kultura, kar je pomenilo sprejemanje lokalnih kultur in običajev ter duhovniško posvečevanje domačinov. Zaradi teh naprednih stališč so nekatere oblasti marsikje ovirale katoliško misijonarjenje. .
V Afriki so od 15. do 18. stoletja misijonarji sledili portugalskim raziskovalcem vzdolž vseh obal, vendar se niso spuščali v notranjost celine. Edina večja odprava je bil neuspeli poskus evangelizacije domačinov na ozemlju današnjega Konga. Uspešno je bilo komaj tretje obdobje afriških misijonov od zgodnjega devetnajstega stoletja dalje. Med pomembnejše misijonarje te dobe se prišteva Daniele Comboni, prvi katoliški škof v osrednji Afriki. Danes je katoliška Cerkev zastopana povsod po Afriki 

### Protestantski misijoni
Popolna evangelizacija Evrope se je zaključila šele v 14. stoletju, tokrat z delovanjem protestantskih misijonarjev .
Ker je protestantsko gibanje nastalo predvsem na osnovi zanikanja papeževe oblasti in zavračanja določenih cerkvenih naukov, so se več ali manj v isti dobi, a v različnih krajih, pojavile razne verske ločine, ki so odstopale od rimokatoliških smernic. Vključujemo jih v splošni izraz protestantizem ali luteranstvo, čeprav so se izoblikovale različne specifične religije. Vsaka od teh religij si je od vsega začetka prizadevala pridobiti novih vernikov, zato se je misijonarsko gibanje zelo razširilo najprej po Evropi, pozneje tudi v prekomorskih deželah. Posebno anglikanci so bili aktivni od 17. stoletja dalje v Veliki Britaniji, Severni Ameriki, Avstraliji in Novi Zelandiji, pozneje v Južni Ameriki, Afriki in Aziji. 
Sicer so se vse protestantske religije močno razširile po vsem svetu: luteranci ali evangeličani štejejo danes kar 140 verskih vej in so prisotni v 78 deželah z 90 milijoni vernikov; tako imenovane ‘’reformirane cerkve’’ (v glavnem cvinglijanci in kalvinisti) so danes prisotne razen v Evropi (18 milijonov) in Severni Ameriki (14 milijonov) tudi v Afriki (25 milijonov) in Aziji (20 milijonov). Anglikancev je 70 milijonov v 160 deželah, od teh 42 milijonov v Afriki; najbolj razširjeni so baptisti, ki jih je po vsem svetu skupno okoli 15 milijonov. Tudi tako imenovane ‘’odcepljene cerkve’’ so dobro zastopane: metodistov je 70 milijonov in restavracionistov (v glavnem so to adventisti, milenaristi, jehovci in mormoni) 50 milijonov.  . Vse te religije predvidevajo aktivno udeležbo v misijonih; najbolj prizadevni so pri tem jehovci, ki so vpeljali misijonarjenje “od vrat do vrat”, to je misijonsko delovanje omejeno na bližnjo okolico.

## Misijoni nekrščanskih religij
Za razliko od krščanstva, je v islamu religija del političnega ustroja nekega naroda, zato se tudi verski nauki in politika medsebojno upoštevajo. V tem smislu je bilo arabsko prodiranje v Azijo, Afriko in Evropo (7. in 8. stoletje) ne samo osvajanje novih ozemelj, temveč predvsem verska dolžnost. Misijonarjenje “z ognjem in mečem” je bilo tudi uspešno, saj je še danes Islam v svetovnem merilu druga religija po krščanstvu glede na število vernikov.
Med 8. in 12. stoletjem so bili najbolj aktivni islamski misijonarji ismailiti, ki so imeli glavni sedež v Kairu in so odgovarjali samo direktno fatimidskemu imamu. Omembe vredni so tudi karigiti, ena od islamskih ločin, ki so se odlikovali predvsem z misijonarjenjem med Berberi. Danes je najbolj misijonarsko usmerjena veja Ahmadija, ki je pa ostali verniki ne sprejemajo med mohamedanske sekte. Zanimivo je, da večina vernikov pristopi v to religijo zaradi njenega izrazito pacifičnega in dobrodelnega značaja, ima pa pomisleke glede same doktrine. ..
Posebnost je religija Bahá'í, ki je sicer nastala kot muslimanska ločina, a se ne prišteva med islamska verstva. Ta religija izrecno prepoveduje vsakršno misijonarsko dejavnost.
Hinduizem, ki je po številu vernikov tretja religija na svetu, po mnenju mnogih izvedencev   niti ni religija v našem pomenu besede, temveč je širši filozofski pojem, ki zajema poleg vere in teologije tudi vsakdanje obnašanje posameznika in njegovo osebno razumevanje tradicije in verskih naukov. Zaradi tega je treba hinduizem razumeti kot krovno religijo mnogoštevilnih naukov, tradicij, lokalnih navad in osebnih doživetij. Prav vsled te splošne odprtosti osebnim prepričanjem je vsaka oblika misijonarjenja odsotna.
Budizem je doživel prvi veliki razmah že v tretjem stoletju pr.n.št. za časa vladarja Ašoke, ki je poslal misijonarje Maurijskega kraljestva vse do Šrilanke, Egipta in Grčije.  Vsekakor se budizem izven indijskih dežel ni veliko razvil, temveč je stoletja ostal le nekakšna verska posebnost, predvsem v Evropi. Šele v 19. stoletju se je pojavilo specifično zanimanje za azijske običaje in verovanja, v glavnem s strani britanskih funkcionarjev, ki so se vračali iz Indije. Romantična predstava orientalnih verstev se je kmalu spremenila v intelektualno radovednost, pa tudi v primerjanje med krščansko in budistično vero. Proti koncu stoletja se je budizem razširil v izobraženih krogih kot filozofija proti pozitivizmu in kot alternativa krščanstvu  . Sploh so ljudje uvideli v budizmu resnično duhovnost, ki naj bi jo bile ostale religije izgubile, tako so se mnogi tudi spreobrnili. Pri tem je zanimivo, da se je ta religija širila po svetu skoraj brez misijonarjev, saj sta znana le dva večja aktivista, to je Šrilančan Anagarika Dharmapala in Japonec Soyen Shaku. Budistično misijonarjenje je dejansko treba pripisati pripadnikom drugih religij, ki so iskali iskrenost in duhovnost, kakršnih niso našli v svoji veri, kar se še danes dogaja. 
Judovstvo je najstarejša od zahodnih religij in morda zato neločljivo povezana s kulturo in narodno pripadnostjo posameznika. Judje se smatrajo za izvoljeni narod, kar pomeni, da njihovo razmerje do Boga ne pride v poštev za druge narode. Sicer že Tora in Talmud govorita o spreobrnjencih, vendar so s tem mišljeni antični pogani (brezverci), ki so sprejeli judovske obrede. Če pa nekdo že veruje, ima svoje razmerje s svojim Bogom in ne potrebuje judovske vere. Judovstvo zavrača misijonarjenje tudi iz tako imenovanega “pravičnega stališča”: v teku zgodovine je bil Judovski narod večkrat podjarmljen in se ni asimiliral, temveč je ohranil svoje versko prepričanje: enako naj bi bil upravičen vsakdo, ki pride v stik z judovstvom, da ostane pri svoji religiji in kulturi.
Novejše religije in sekte, ki so se razvile v preteklem stoletju, aktivno delujejo na misijonskem področju. Po mnenju opazovalcev je to dejavnost pripisati moderni uporabi obveščevalnih sredstev, ki je mladino vzgojila v duhu neizbežne potrebe po reklami in propagandi. Kakor se mora vsak proizvod boriti za obstanek na tržišču, podobno naj bi se tudi prava vera utrdila le z uporabo reklame in prepričevanja, torej z misijonarjenjem. Najbolj vneti zagovorniki teh teorij so recimo adventisti sedmega dne, adventisti sobotnega počitka (oboji predvsem v Afriki) in Jehove priče.